# الرياض الخليفية
الرِّيَاض الخُلَيْفِيَّة في العقائد الإسلامية هي قصيدة تَنظُمُ العقيدة الإسلامية على طريقة الأشاعرة من أهل السنة والجماعة، ألّفها الشيخ علي بن خُلَيْفة المساكني الحَسَني (1080-1172هـ).

## محتويات القصيدة
تتكون القصيدة من مقدمة وثمانية أبواب وخاتمة.
- مقدمة: في أول الواجبات، وحقيقة المعرفة، وذم التقليد وحقيقته، والحث على المعرفة، وحقيقة الإيمان، وذكر أقسام الحكم العقلي.
- الباب الأول: فيما يجب لله عز وجل.
- الباب الثاني: فيما يستحيل عليه سبحانه.
- الباب الثالث: فيما يجوز في حقه تعالى.
- الباب الرابع: في بُرهان ما تقدم من الواجبات.
- الباب الخامس: في بُرهان ما تقدم من الجائزات.
- الباب السادس: فيما يجب للرسل عليهم الصلاة والسلام وما يستحيل وما يجوز.
- الباب السابع: في برهان ما يجب للرسل عليهم الصلاة والسلام.
- الباب الثامن: في السمعيات.
- خاتمة: تشتمل على محاسن ثلاثة؛ الأولى في العلم، الثانية في التوبة، الثالثة في دفع العوائق.

## اقتباس
يقول المؤلف في أول القصيدة:

## وصلات خارجية
- تحميل القصيدة كاملة.